# Ben Matulino

a Compétitions nationales et continentales officielles uniquement.

b Matchs officiels uniquement.
Ben Matulino, né le 3 janvier 1989 à Wellington, est un joueur de rugby à XIII néo-zélandais d'origine samoane évoluant au poste de deuxième ligne dans les années 2000. Formé au rugby à XV, il change dans sa jeunesse de code pour le rugby à XIII. Il a effectué toute sa carrière professionnelle aux New Zealand Warriors depuis 2008. Il est également sélectionné en équipe de Nouvelle-Zélande pour le Tournoi des Quatre Nations 2009 en Angleterre et en France.